# 富田堰
富田堰（とみたせぎ）は、長野県安曇野市穂高を流れる用水路の事である。

## 概要
- 拾ヶ堰から取水している。起点は、安曇野市穂高西原である。

## 沿革
- 1920年 - 富田堰完成（現在の位置よりも100m南に取水口を設置）
- 2000年 - 取水場所を現在の場所へ変更。

## 川沿
- 穂高自動車学校株式会社
- 烏川（自動車学校を過ぎると烏川の下を潜り向かい岸へ出てくる）
- 田んぼ
- 神社